# Kasteel van Oorbeek

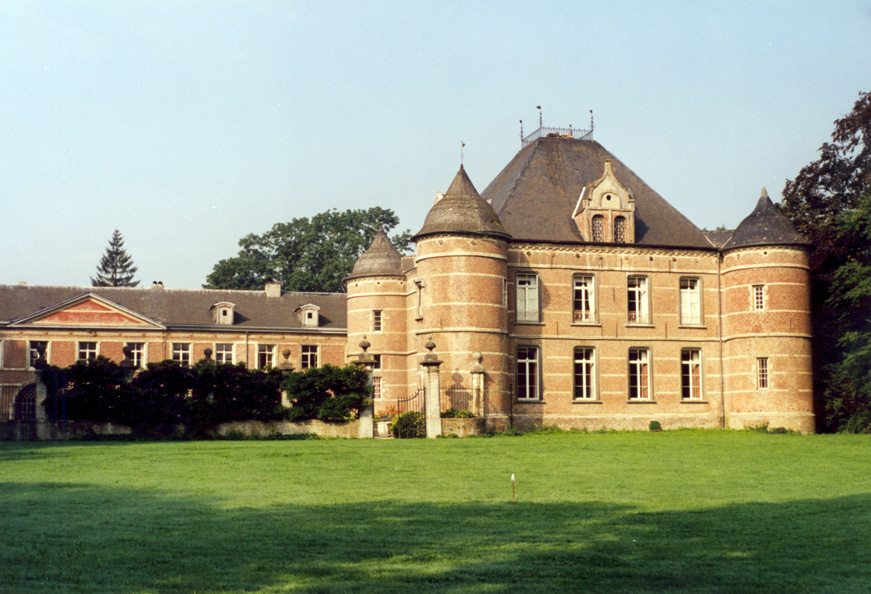
Kasteel van Oorbeek

Het Kasteel van Oorbeek is een kasteel in de tot de Vlaams-Brabantse gemeente Tienen behorende plaats Oorbeek, gelegen aan de Begijnenstraat 199.

## Geschiedenis
Het kasteel werd in 1646 gebouwd in opdracht van Paul van Ryckel, toenmalig heer van Oorbeek. In 1787 werd het verkocht aan Jean-Hubert-Henri Persoens. Deze stierf in 1819 nadat hij het kasteel in classicistische trant liet restaureren. Het kasteel heeft enkele ronde hoektorens en de dienstgebouwen zijn er aan vastgebouwd, met name het wagenhuis dat een 40 meter lange vleugel vormt.
Waarschijnlijk in het 2e kwart van de 19e eeuw werd een landschapstuin aangelegd op het omringende terrein van bijna 3 hectare, waarbij een licht krommende vijver de illusie van een rivier moest opwekken.